# Gränsö kanal

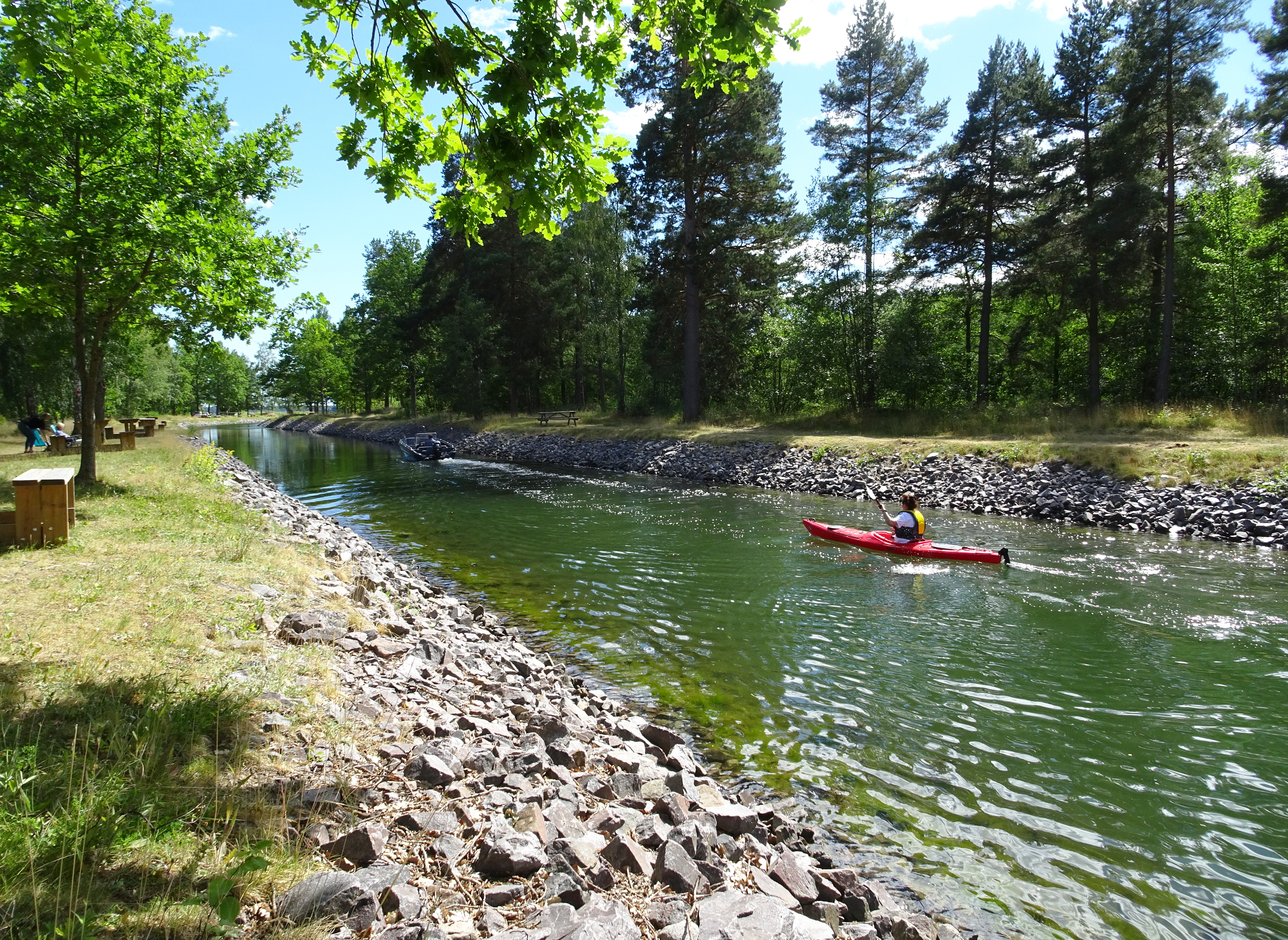
Gränsö kanal, vy söderut.

Gränsö kanal är en omkring 650 meter lång grävd kanal i Västerviks kommun, omkring tre kilometer från centrala Västervik. Kanalen, som kom till i början av 1800-talet ungefär samtidigt som Gränsö slott, avskiljer Gränsö från resten av Norrlandet. Kanalen kom till för att bereda kortare väg för sjötrafiken mellan Västervik och fjärden Gudingen.
Ett sund, Gränsö sund har sedan gammalt funnits här, men efterhand på grund av landhöjningen sakta grundats upp. 1619 befallde Gustav II Adolf fogden över Tjust att låta göra en båtled genom näset vid Gränsö, vilket troligen handlade om en upprensing av det äldre sundet. På 1680-talet hade det på nytt grundats upp och en ny befallning om upprensning utfärdades. 1697 företogs grävningsarbeten i Gränsösundet av bönder från de kringliggande socknarna. Farleden kom dock att på nytt grundas upp. 1799 sammankallade häradshövding Liljenstolpe representanter från kringliggande socknar och Västerviks stad i syfte att vinna stöd för en kanal genom sundet. En karta gjordes av sundet, som vid denna tid var mellan 1/2 och 1 aln djupt. Förslaget kom dock aldrig att genomföras. 1813 tog dock landshövdingen i Kalmar län Johan Georg De la Grange initiativet till att inleda kanalbygget genom att skjuta till egna pengar och utlova mer understöd från Kalmar läns hushållningssällskap så snart bygget påbörjades. Ett aktiebolag för genomförande av projektet bildades, och 1814-1817 grävdes kanalen allmogen i trakten och ditkommenderade soldater ur Kalmar regemente. 1872 behövde kanalen renoveras. Den övertogs då av Västerviks stad som begärde statsunderstöd för en renovering. 1873-1874 renoverades den samtidigt som den vidgades och fördjupades. 1945 fördjupades kanalen på nytt.
Gränsö kanal har under många år varit populär bland båtfolk, men sedan tidigt 1980-tal är den segelfria höjden endast ca 3,1 meter. 1983 invigdes, inte utan föregående protester, en ny icke-öppningsbar bro. Den gamla och smala öppningsbara rullbron var av gråmålat järn och hade körbana av trä. Den hade varit med ända från starten och bidrog till kanalens roll sommartid som utflyktsmål och folknöje. Bron blev dock inte skrotad utan flyttades till en annan plats i norra delen av kommunen.[källa behövs]
Årligen i juli anordnas en simtävling, Kanalsimmet, där det gäller att simma med en så uppseendeväckande huvudbonad som möjligt.